# Tarapacá (region)
20°17′S 69°20′V / 20.283°S 69.333°V
Tarapacá er en af Chiles regioner og har nummer I på den officielle liste. Regionen har et areal på 41.799,5 km² og grænser op til Arica og Parinacota mod nord, Bolivia mod øst, Antofagasta mod syd og Stillehavet mod vest. Havnebyen Iquique regionens hovedby.

## Geografi
Regionen er præget af Atacamaørkenen, og klimaet er derfor bortset fra tættest på kysten præget af enorme temperaturudsving og stort set ingen nedbør; Atacama er kendt som den mest tørre ørken i verden. Et mindre område i omkring 3.000 meters højde har mildere klima og sommerregn. Ved kysten ser man jævnligt skyer, der er med til at begrænse temperaturudsvingene.
I regionen finder man blandt andet floderne Isluga, Cariquima og Concosa.
Ved folketællingen i 2002 boede der i det område, der på det tidspunkt udgjorde Tarapacá, 428.594 mennesker. Siden er Arica- og Parinacota-provinserne blevet trukket ud og gjort til den selvstændige region Arica og Parinacota, og i den resterende del boede der 226.462 mennesker, hvilket giver en befolkningstæthed på 5,4 pr. km².

## Historie
Den oprindelige Tarapacá-region, der også omfattede den nuværende Arica og Parinacota, var egentlig en provins i Peru, som blev annekteret af Chile under Salpeterkrigen, hvilket blev stadfæstet med underskrivelsen af Ancóntraktaten ved krigens afslutning i 1883. Regionen er rig på mineraler, især i form af salpeter, som var omdrejningspunktet for krigen, og med fredsslutningen kom en stor del af disse rigdomme til at tilhøre Chile. Landet havde næsten monopol på produktionen og salget af salpeter, hvilket førte til stor rigdom. Dette eksporteventyr fik en brat ende i slutningen af 1920'erne, da det blev muligt og økonomisk rentabelt at fremstille kunstgødning, og salpetervirksomhederne forlod området og efterlod sig spøgelsesbyer.
I 2007 vedtog den chilenske regering en ændring af regionsstrukturen i landet, hvilket medførte, at de to nordligste provinser i Tarapacá blev udskilt som Arica og Parinacota.

## Administration
Tarapacá er opdelt i to provinser: Iquique og Tamarugal, der igen er opdelt i otte kommuner.

## Erhvervsliv og økonomi
De vigtigste erhverv i regionen er fiskeri, turisme og minedrift. I Iquique findes ZOFRI, et toldfrit område, der blandt andet har et butiksområde med over 400 forretninger.